# 2017 في الفلبين
فيما يلي قوائم الأحداث التي وقعت خلال عام 2017 في الفلبين.

## أحداث
- 2 يونيو – هجوم منتجع وورلد مانيلا 2017

## سياسة

### انتهاء فترة المنصب
- 15 مارس – غلوريا ماكاباغال أرويو نائب رئيس مجلس النواب الفلبيني [الإنجليزية]‏.

## وفيات

### مارس
- 20 مارس – ليتيسيا راموس شاهاني (مواليد 1929) سياسية فلبينية.

### أكتوبر
- 16 أكتوبر – أبو عبد الله الفلبيني (مواليد 1966)

### نوفمبر
- 4 نوفمبر – إيزابيل جرانادا (مواليد 1976)